# Aéroport de Chilliwack
L'aéroport de Chilliwack est un aéroport situé en Colombie-Britannique, au Canada.